# Marcy, Rhône
Marcy este o comună în departamentul Rhône din sud-estul Franței. În 2009 avea o populație de 642 de locuitori.

## Evoluția populației
| An        | 1975 | 1982 | 1990 | 1999 | 2006 | 2009 |
| --------- | ---- | ---- | ---- | ---- | ---- | ---- |
| Populație | 250  | 333  | 531  | 574  | 631  | 642  |